# Rezerwat przyrody Buczyna w Wańkowej
Buczyna w Wańkowej – rezerwat przyrody położony na gruntach miejscowości Wańkowa w gminie Olszanica, w powiecie leskim, w województwie podkarpackim. Leży w obrębie Parku Krajobrazowego Gór Słonnych.
- numer według rejestru wojewódzkiego – 70
- powierzchnia – 98,54 ha[1] (akt powołujący podawał 98,68 ha[3])
- dokument powołujący – Dz. Urz. Woj. Podkarpackiego 00.24.195
- rodzaj rezerwatu – leśny[1][3]

- typ rezerwatu – fitocenotyczny

- podtyp rezerwatu – zbiorowisk leśnych

- typ ekosystemu – leśny i borowy

- podtyp ekosystemu – lasów górskich i podgórskich

- przedmiot ochrony (według aktu powołującego) – naturalne zbiorowiska roślinne z szeregiem gatunków roślin rzadkich i chronionych oraz liczne osobliwości dendrologiczne[1][3]

Rezerwat chroni nie tylko buczynę karpacką, ale także fragmenty dawnej Puszczy Karpackiej – lasy łęgowe i grąd.
W runie występuje 15 gatunków roślin chronionych, m.in.: tojad mołdawski, parzydło leśne, lilia złotogłów, gnieźnik leśny, podkolan biały, ciemiężyca zielona, obrazki plamiste, czerniec gronkowy oraz czosnek niedźwiedzi.
W pobliżu znajduje się rezerwat „Dyrbek”.